# 15 Dywizja Pancerna (III Rzesza)
15 Dywizja Pancerna (niem. 15. Panzer-Division) – niemiecka dywizja pancerna z okresu II wojny światowej

## Historia
Dywizja została sformowana na podstawie rozkazu z 1 listopada 1940 roku z przeformowania 33 Dywizji Piechoty i 8 pułku pancernego z 10 Dywizji Pancernej.
Do kwietnia 1941 roku przebywała w Niemczech, a następnie została włączona w skład nowo utworzonego Deutsche Afrika Korps i skierowana do Afryki.
W składzie Deutsche Afrika Korps wzięła udział we wszystkich walkach wojsk niemieckich w Afryce. Walcząc w pod Tobrukiem w 1941 roku, następnie w bitwie pod El Alamein w lipcu 1941 roku i w październiku 1942 roku. Następnie w 1942 roku walczyła na terenie Libii.
Po rozpoczęciu operacji Torch walczyła na terenie Libii, a następnie wycofała się na teren Tunezji. Tam toczyła zacięte walki i ostatecznie w dniu 12 maja 1943 roku pod Axis poddała się wojskom amerykańskim.
W lipcu 1943 roku na Sycylii z oddziałów dywizji, które zdołano ewakuować z Tunezji, rozwinięto w 15 Dywizję Grenadierów Pancernych.

## Oficerowie dowództwa dywizji
Dowódcy dywizji
- gen. wojsk panc. Friedrich Kühn (1940–1941)
- gen. por. Heinrich von Prittwitz und Gaffron (1941)
- gen. wojsk panc. Hans-Karl Freiherr von Esebeck (1941)
- gen. por. Walter Neumann-Silkow (1941)
- gen. por. Erwin Menny (1941)
- gen. wojsk panc. Gustav von Värst (1941–1942)
- gen. por. Eduard Crasemann (1942)
- gen. por. Heinz von Randow (1942)
- gen. wojsk panc. Gustav von Värst (1942)
- gen. por. Willibald Borowietz (1942–1943)

## Skład
1941
- 8 pułk pancerny (Panzer-Regiment 8)
- 15 Brygada Strzelców (Schützen-Brigade 15)
  - 104 pułk strzelców (Schützen-Regiment 104)
  - 115 pułk strzelców (Schützen-Regiment 115)
  - 15 batalion motocyklowy (Kradschützen-Bataillon 15)
- 33 pułk artylerii (Artillerie-Regiment 33)
- 33 batalion rozpoznawczy (Aufklärungs-Abteilung 33)
- 33 dywizjon przeciwpancerny (Panzerjäger-Abteilung 33)
- 33 batalion pionierów (Pionier-Bataillon 33)
- 78 batalion łączności (Nachrichten-Abteilung 78)

1943
- 8 pułk pancerny (Panzer-Regiment 8)
- 155 pułk grenadierów pancernych (Panzer-Grenadier-Regiment 155)
- 33 pułk artylerii pancernej (Panzer-Artillerie-Regiment 33)
- 14 pancerny batalion rozpoznawczy (Panzer-Aufklärungs-Abteilung 14)
- 276 dywizjon artylerii przeciwlotniczej (Heeres-Flak-Artillerie-Abteilung 276)
- 4 dywizjon niszczycieli czołgów (Panzerjäger-Abteilung 4)
- 13 pancerny batalion pionierów (Panzer-Pionier-Bataillon 13)
- 78 pancerny batalion łączności (Panzer-Nachrichten-Abteilung 78)